# Route nationale 1N (Roumanie)
La DN1N (en roumain : Drumul Național 1N) est une route nationale roumaine du județ de Cluj, reliant la partie ouest de la commune d'Apahida à la DN1 au niveau de la commune de Feleacu. Elle constitue en quelque sorte la rocade est de Cluj-Napoca, permettant d'accéder à l'aéroport international de Cluj-Napoca en provenance de la DN1 sans traverser le centre-ville de la commune.